# Lolwah Al-Khater
Lolwah Rashid Mohammed Al-Khater (arab. لؤلؤة راشد محمد الخاطر, ur. w Doha) – katarska dyplomatka, polityk i autorka książek. Pierwsza katarska kobieta piastującą stanowisko rzecznika ministerstwa spraw zagranicznych i zastępcy ministra spraw zagranicznych Kataru. Od marca 2023 r. pełni funkcję ministra stanu ds. współpracy międzynarodowej.

## Życiorys

### Wykształcenie
Lolwah uzyskała tytuł magistra w dziedzinie informatyki na Imperial College London oraz tytuł magistra w dziedzinie polityki publicznej na Hamad Bin Khalifa University w Doha. Była doktorantką w dziedzinie studiów orientalistycznych na Uniwersytecie Oksfordzkim w Wielkiej Brytanii.

### Kariera
Al-Khater pełniła funkcję dyrektora ds. planowania i jakości w Katarskim Urzędzie Turystyki oraz kierownika projektu badawczego w Katarskiej Fundacji na rzecz Edukacji, Nauki i Rozwoju Społeczności.
W 2017 r. szejk Mohammed bin Abdulrahman bin Jassim Al Thani mianował Lolwah, która w tym czasie pracowała jako minister pełnomocny, na stanowisko rzecznika prasowego ministerstwa spraw zagranicznych, czyniąc ją pierwszą kobietą w Katarze powołaną na to stanowisko. W 2019 r. została zastępcą ministra spraw zagranicznych Kataru. 

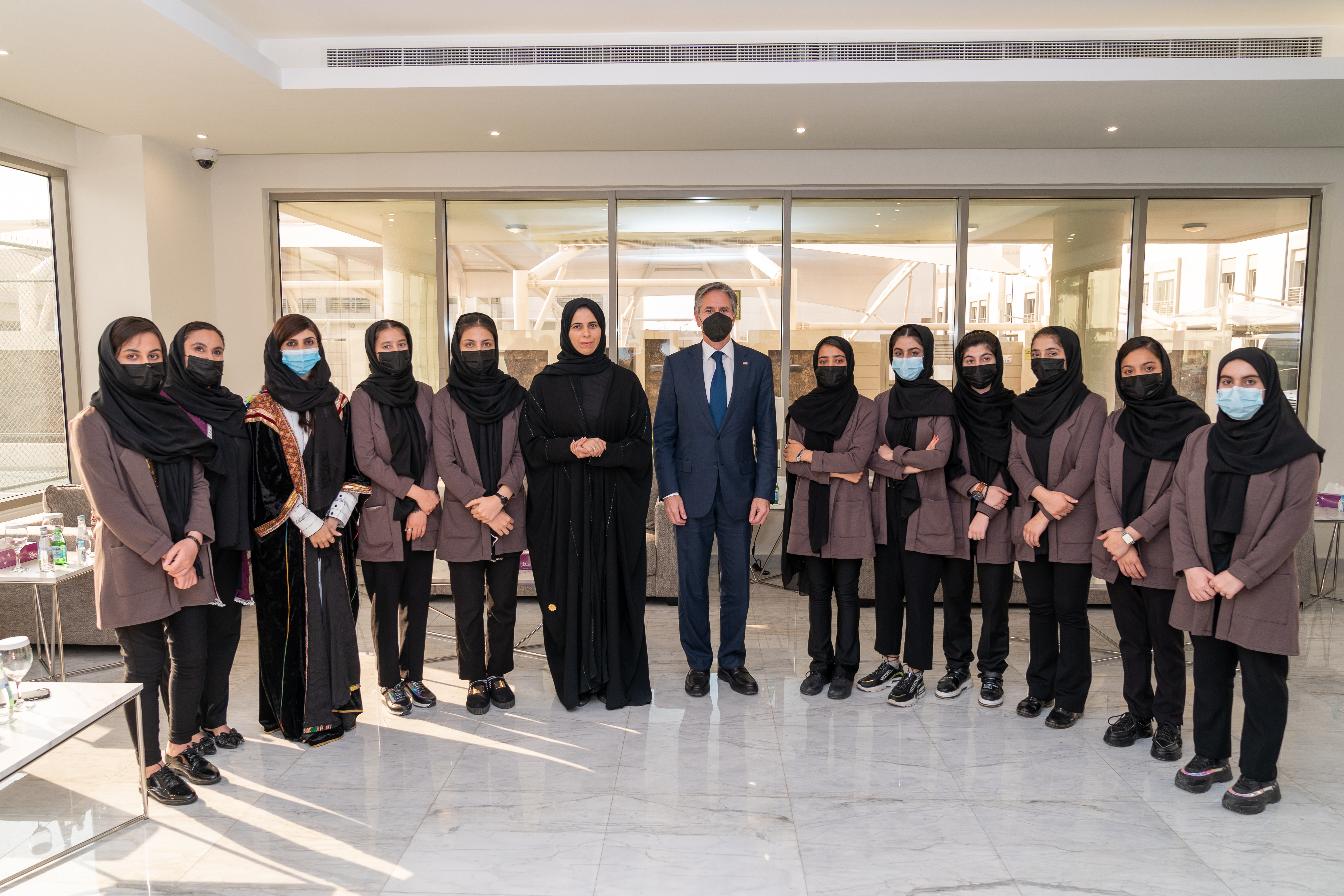
Lolwah Al-Khater i Antony Blinken podczas wizyty w Qatari Evacuee Center, 7 września 2021

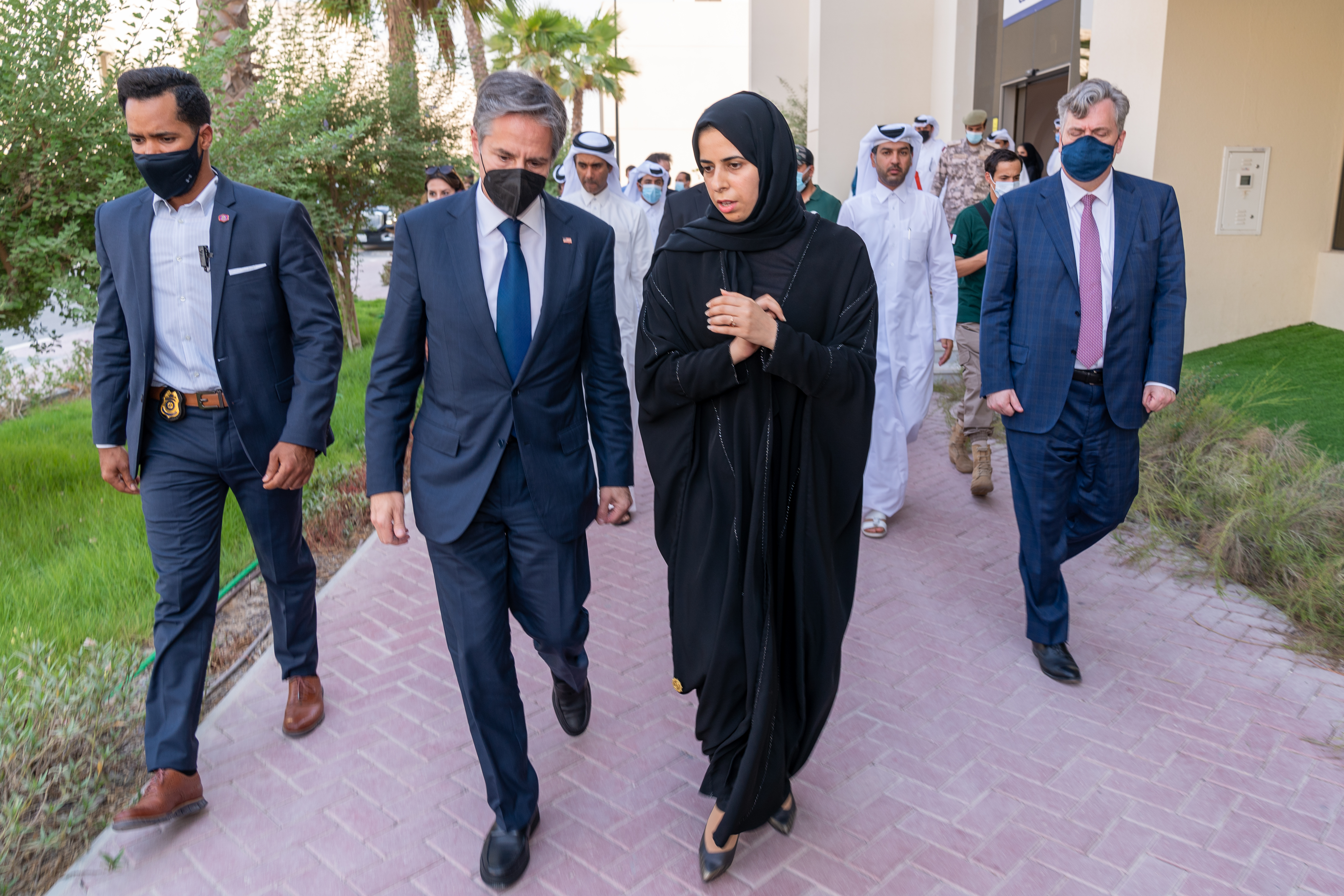
Lolwah Al-Khater i Antony Blinken, 7 września 2021

W 2019  r. decyzją premiera i ministra spraw wewnętrznych została mianowana członkiem zarządu Media City, instytucji mającej wpływ na funkcjonowanie mediów tradycyjnych, a także na rozwój technologii informatycznych oraz inwestycje w nowe media i komunikację społeczną. W marcu 2023 r. emir Kataru Tamim ibn Hamad Al Sani mianował ją ministrem stanu ds. współpracy międzynarodowej. Jest też dyrektorem wykonawczym Doha Forum i wiceprezesem Katarskiego Funduszu Rozwoju.
Al-khater jest członkiem rady nadzorczej Kolegium Studiów Islamskich na Hamad Bin Khalifa University, członkiem rady nadzorczej na Georgetown University in Qatar (GU-Q) oraz członkiem rady nadzorczej Qatar Museums. Pracowała jako niezależny analityk ds. polityki, uczestniczyła w licznych konferencjach. Jest współautorką książki „Policy-making in a Transformative State: the case of Qatar” wydanej przez Palgrave Macmillan. Al-Khater napisała  książkę zatytułowaną Educational Outputs and Labor Market Needs: A study on Labor Market Issues and methods of Addressing Them, która została opublikowana za pośrednictwem Sekretariatu Generalnego Rady Współpracy Państw Zatoki Perskiej (General Secretariat of the Gulf Cooperation Council).
W maju 2023 r. rząd francuski odznaczył Lolwaha Al Khatera Legią Honorową za zasługi na polu współpracy międzynarodowej.

## Wybrane dzieła
- Educational Outputs and Labor Market Needs: A study on Labor Market Issues and methods of Addressing Them
- Policy-making in a Transformative State: the case of Qatar, współautorzy: M. Evren Tok, Leslie Alexander Pal